# آخرین شب
آخرین شب فیلمی به کارگردانی حسین دانشور و نویسندگی فضل‌اله منوچهری ساختهٔ سال ۱۳۳۴ است.

## خلاصه داستان
دختر فریب خورده‌ای با جوانی که وکیل دعاوی است ازدواج می‌کند…

## بازیگران
- حسین دانشور
- آزاده
- بیک خان
- رؤیا
- عزت‌الله وثوق
- طباطبایی
- عزت حسنعلی
- مهدی رقابی
- سهیلا سخن سنج
- هوشنگ آزادگانیان